# Ľudovít Čordák

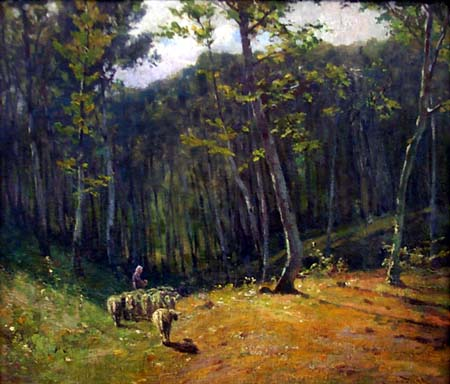
Bosco con pecore, 1900-1910

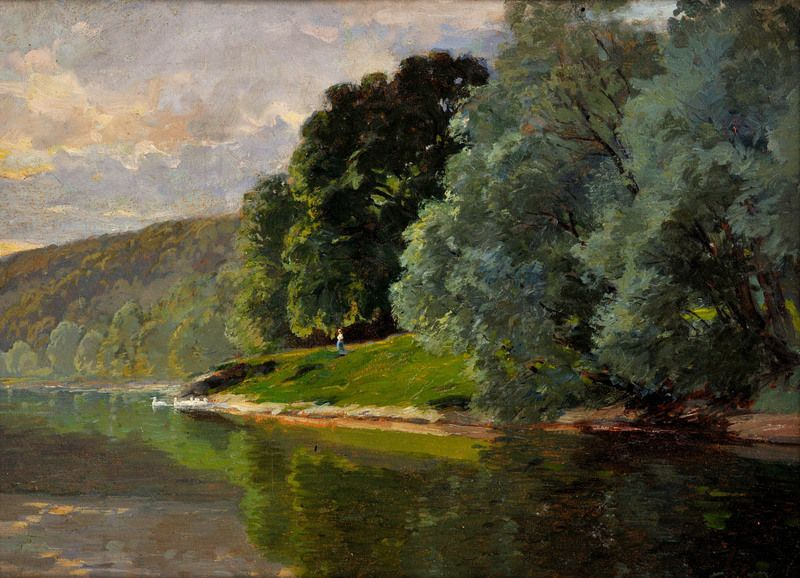
La riva della Torysa, circa 1910

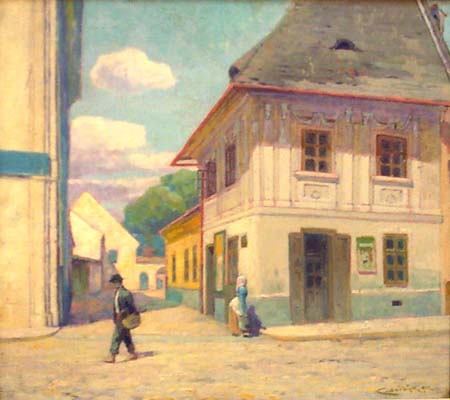
Casa su Masiarska ulica a Košice, 1912

Ľudovít Čordák, in ungherese Csordák Lajos, (Košice, 8 febbraio 1864 – Košice, 28 giugno 1937), è stato un pittore slovacco.

## Biografia
Ľudovít Čordák nacque nella famiglia di un sarto, di origine polacco-ucraina. Fra il 1874 e il 1881 studiò al ginnasio di Košice, sotto la guida di Vojtech Klimkovič. Nel 1883 incominciò a frequentare la Scuola di formazione per insegnanti di disegno a Budapest. Si trasferì con i genitori a Monaco di Baviera, ove visse dal 1883 al 1889. Dal 1889 al 1895 studiò all'Accademia di belle arti di Praga, alla scuola di pittura paesaggistica di Julius Mařák. Dopo essersi diplomato, tornò in Slovacchia, ove risiedette prima a Turňa nad Bodvou, poi fra il 1896 e il 1897 v Slanec e dal maggio del 1912 a Košice. Dal 1892 al 1912 si guadagnò da vivere come precettore di disegno presso famiglie nobili della Slovacchia orientale. Nel 1895 divenne membro del Circolo artistico Mánes di Praga; nel 1907 fu tra i fondatori del salone Nemzeti di Budapest.
Gli è stata intitolata una via di Košice. Nel 1970 fu scoperta una lapide che ricorda Ľudovít Čordák ed Elemír Halász-Hradil.

## Mostre principali

### Individuali
- 1920 a Mukačevo
- 1930 a Plzeň
- 1909 a Košice con Elemír Halász-Hradil
- 1934 a Praga
- 1935 a Hradec Králové
- 1938 a Bratislava

### Collettive
- 1952 a 1972 alla Galleria nazionale slovacca di Bratislava

### Postume
- 1937 al Museo della Slovacchia orientale di Košice
- 2012 a Košice con Elemír Halász-Hradil
- 2014 Z tieňa do svetla al Museo della Slovacchia orientale di Košice